# Haag SG
Haag, im einheimischen Dialekt de Haag, ist eine Ortschaft in der Gemeinde Sennwald im Kanton St. Gallen in der Schweiz. Haag liegt in der Rheintalebene am linken Rheinufer im Norden der Region Werdenberg. Gegenüber befindet sich die liechtensteinische Ortschaft Bendern, die zur Gemeinde Gamprin gehört. Auf der Schweizer Seite sind Salez, Sax und die Gemeinden Gams und Buchs die Nachbarn.

## Geschichte

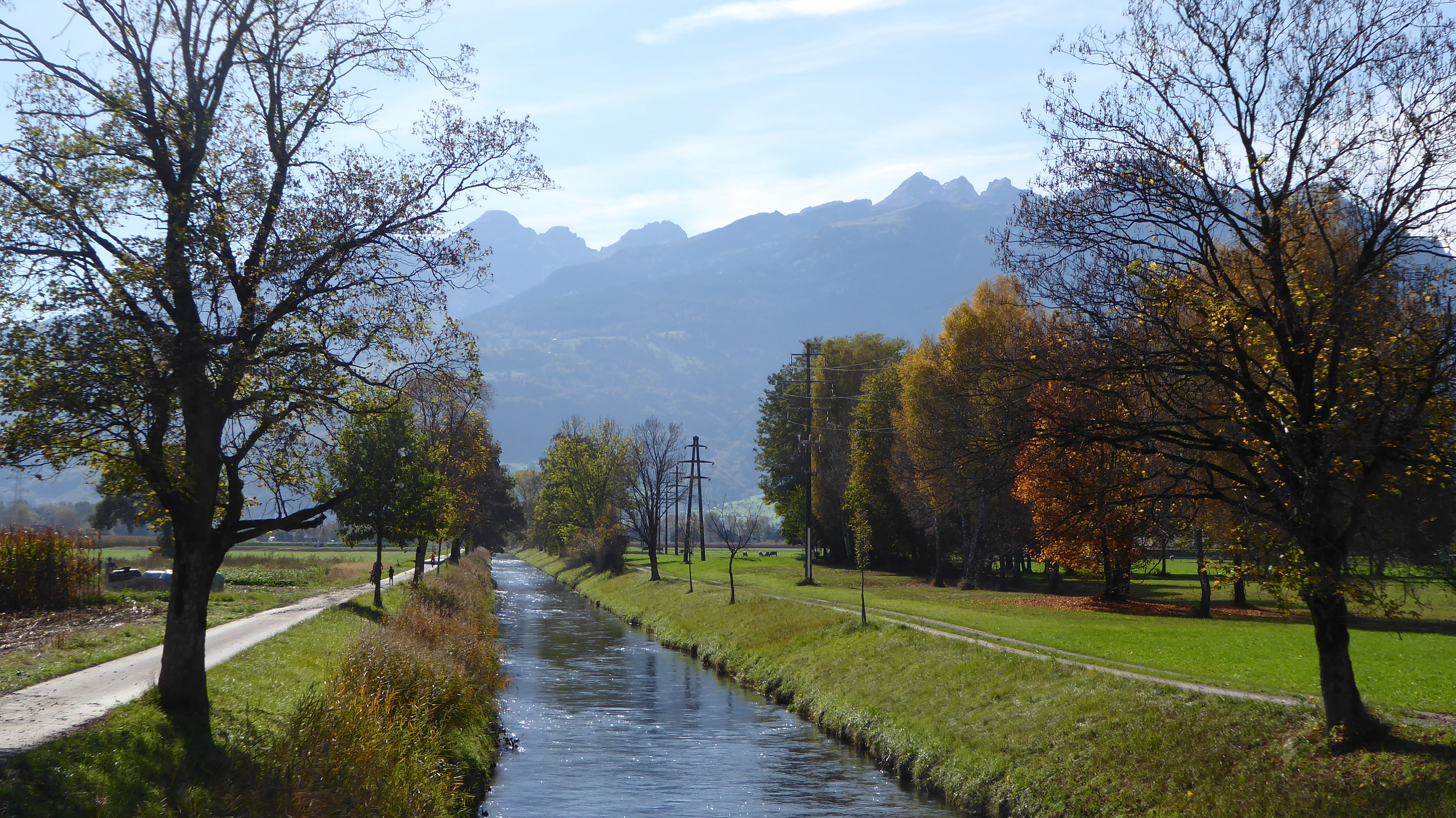
Im Zusammenhang mit der Rheinkorrektion wurde der Werdenberger Binnenkanal erbaut.

Das im Frühmittelalter von den Rätoromanen besiedelte Gebiet war ab 1193 im Besitz der Freiherren von Sax. Haag gehörte 1517 zur Herrschaft Sax-Forstegg und von 1615 bis 1798 zur gleichnamigen Landvogtei der Stadt Zürich. Die Bevölkerung lebte vor 1800 von Vieh-, Schaf- und Pferdezucht. Wichtig war zudem der Transitverkehr mit der Rheinfähre Haag-Bendern. Haag litt im 18. und 19. Jahrhundert unter den Rheinüberschwemmungen. Von 1862 bis 1883 erfolgte die Rheinkorrektion und 1810 der Bau der Strasse von Wildhaus nach Haag. 1867 wurde die erste Rheinbrücke Haag–Bendern erbaut. Seit 1967 existiert in Haag ein Autobahnanschluss. Die zwischen 1880 und 1970 einseitige Ausrichtung auf die Textilindustrie wurde abgelöst durch verschiedene Hightech-Industrieunternehmen (Druckzentrum Sopag, VAT Vakuumventile AG).

## Verkehr
Durch das Gebiet von Haag führen zwei Verkehrsachsen, die Bahnstrecke Chur–Rorschach der SBB mit einem inzwischen geschlossenen Bahnhof und die Autobahn A13 mit einer Ausfahrt in Haag. Im öffentlichen Verkehr wird Haag von den Buslinien des Rheintalbus Altstätten–Buchs im Halbstundentakt und vom Bus Sarganserland Werdenberg Bendern–Gams–Sennwald im Stundentakt erschlossen.

## Wirtschaft
Haag ist der Hauptsitz der international tätigen VAT Group, einem Hersteller von Vakuumventilen, die unter anderem in der Halbleiterindustrie Verwendung finden. Coop betreibt zusammen mit anderen Detailhändler das Einkaufszentrum „Haag center“.

## Bilder

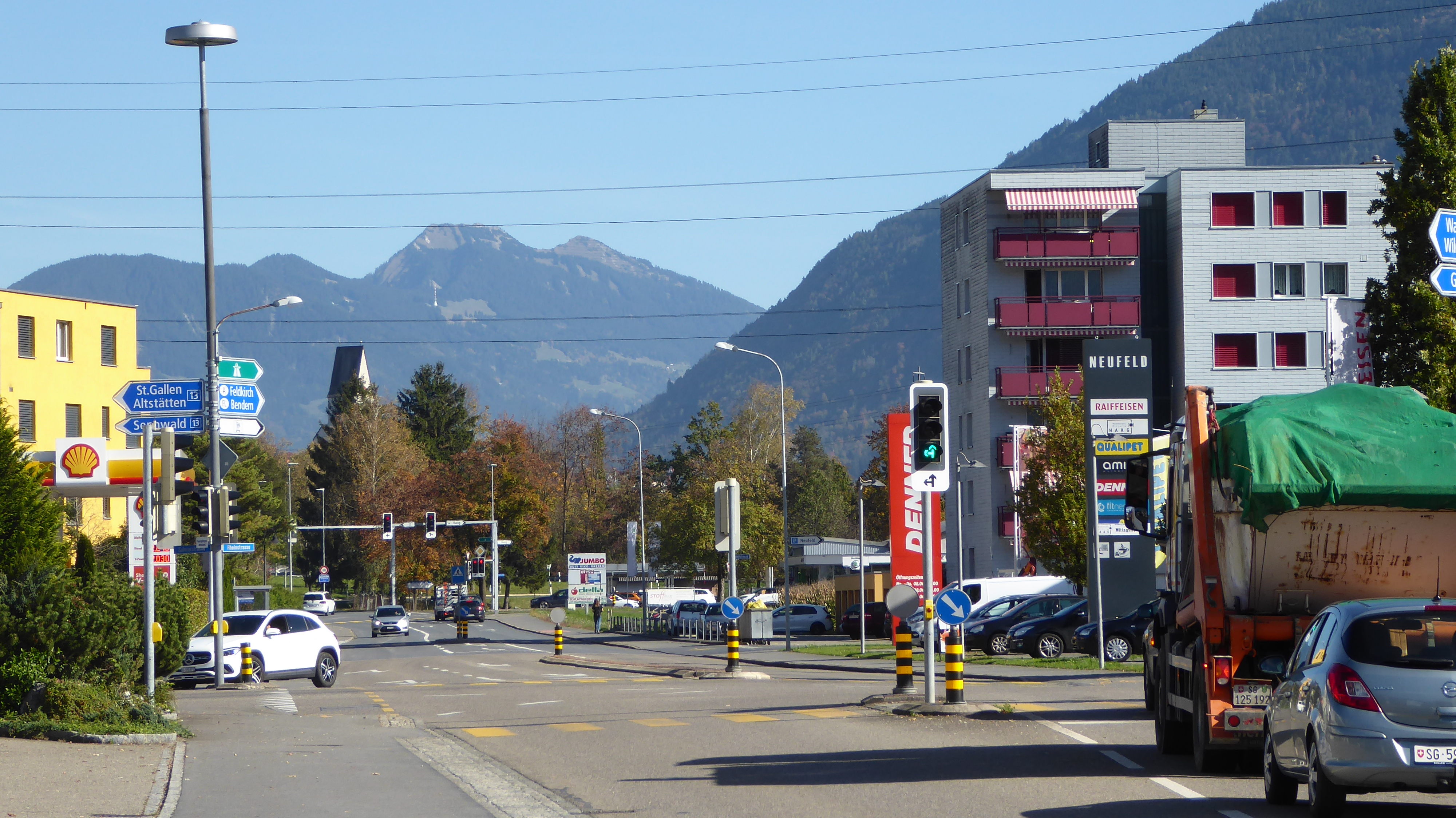
Kreuzung der Strasse Gams–Bendern mit der Hauptstrasse 13 Altstätten–Buchs
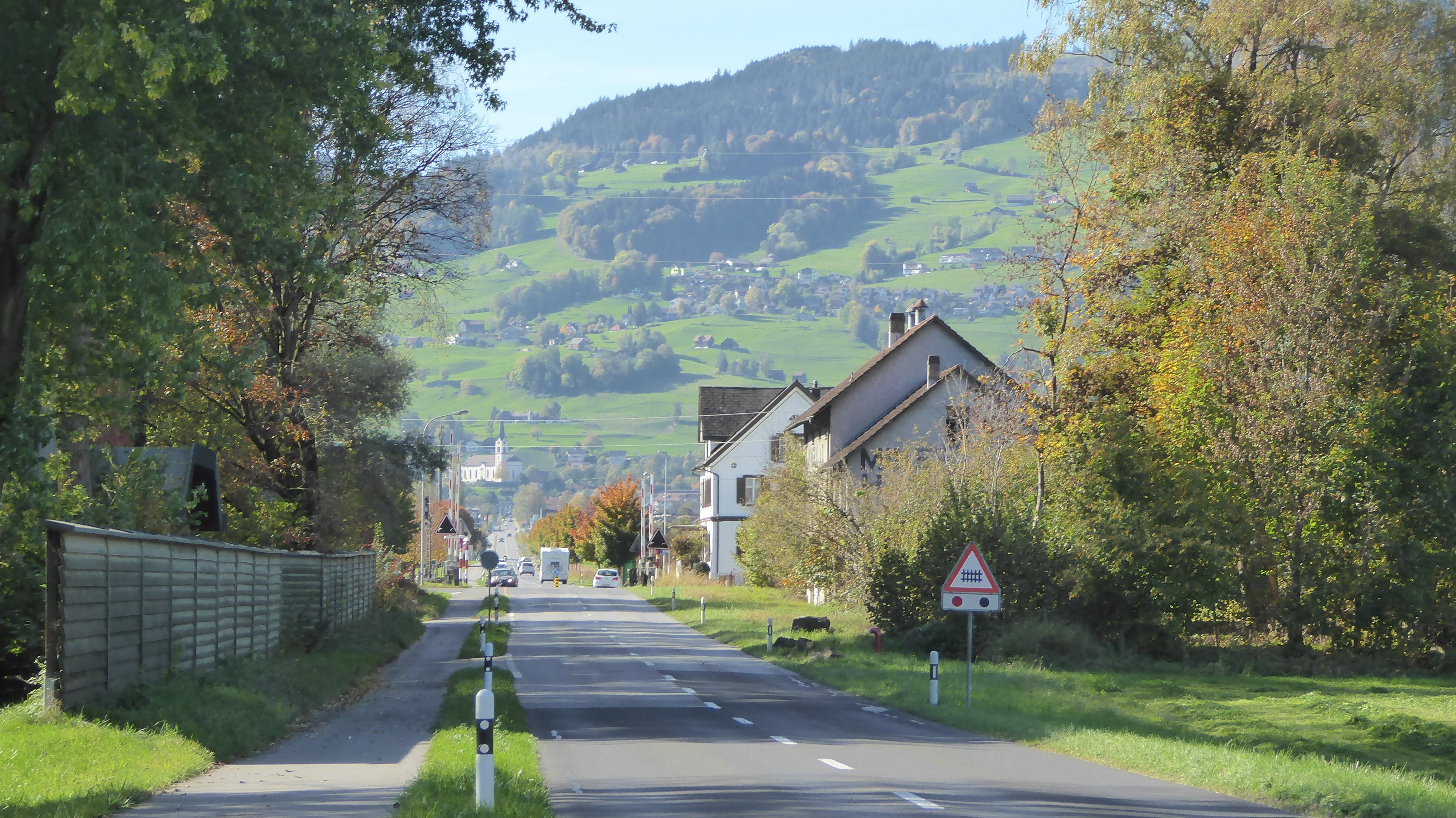
Dorfausgang von Haag, hinten am Ende der Strasse die Kirche Gams
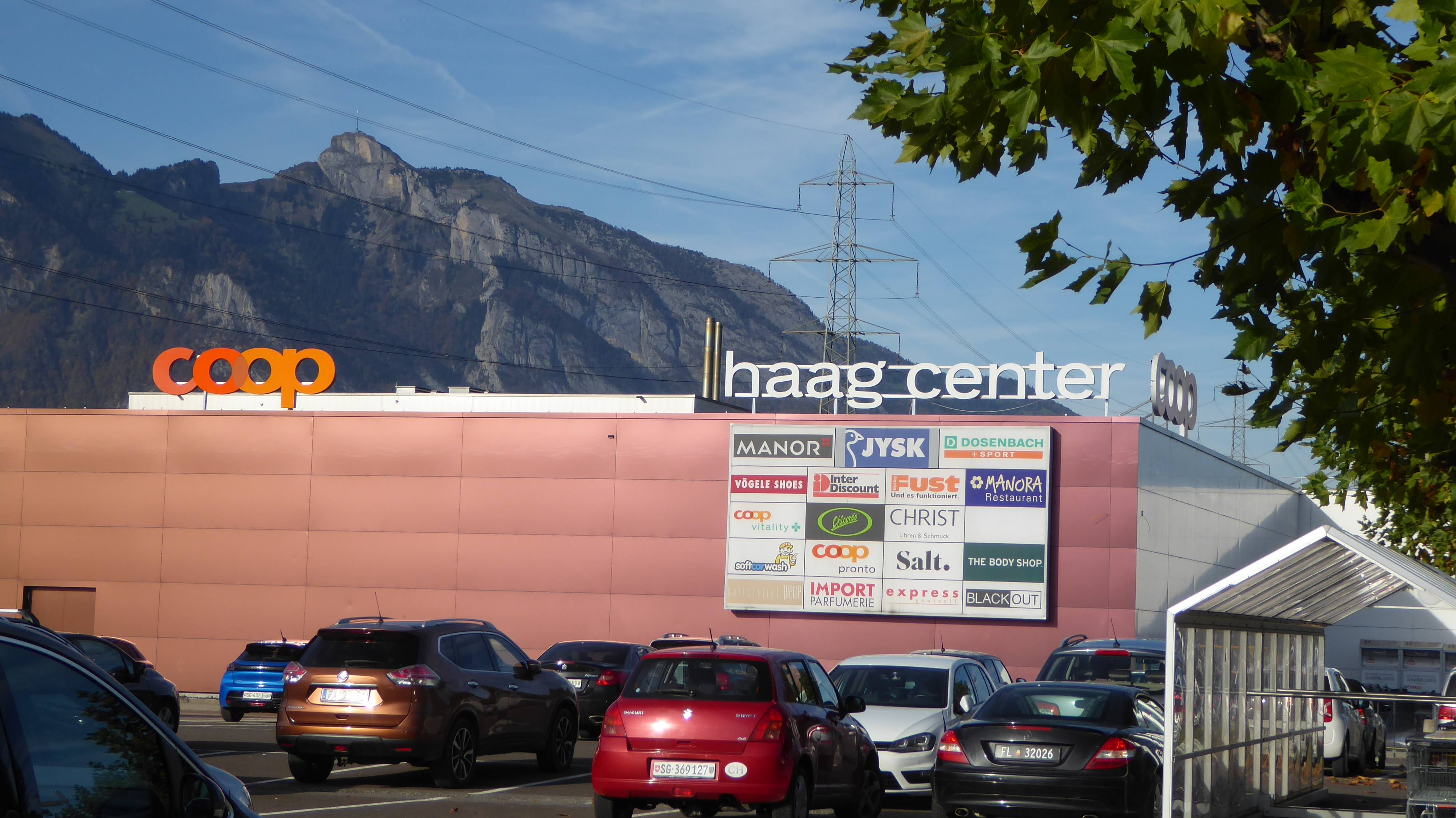
Haag-Center, im Hintergrund Alpstein mit Hohem Kasten